# بوكانان شارب
بوكانان شارب (بالإنجليزية: Buchanan Sharp)‏ (2 نوفمبر 1894 في المملكة المتحدة - 11 يناير 1956 في المملكة المتحدة) هو لاعب كرة قدم بريطاني (وحمل سابقاً جنسية المملكة المتحدة لبريطانيا العظمى وأيرلندا) في مركز مهاجم داخلي. لعب مع تشيلسي وتوتنهام هوتسبير وليستر سيتي ونادي ساوثبورت وفايل أوف ليفن ‏ ونادي نيلسون ونادي كلايدبانك ‏.